# Paradossenus andinus
Paradossenus andinus là một loài nhện trong họ Trechaleidae.
Loài này thuộc chi Paradossenus. Paradossenus andinus được Eugène Simon miêu tả năm 1898.